# Datovoc Tongeren
Datovoc Tongeren är en volleybollklubb från Tongeren, Belgien grundad 13 juli, 1967 under namnet TOVOC. 
TOVAC gick samman med Initia Hasselt och bildade HATOVOC. Klubben debuterade i Liga A (högsta serien) 1985. Efter att klubbarna åter delat på sig 1990 fick klubben namnet Datovoc.
Klubben hade stora framgångar under åren kring millennieskiftet då de blev belgiska mästare sju gånger (1993-94, 1994-95, 2001-02, 2002-03, 2003-04, 2004-05, 2006-07) och belgiska cupmästare sex gånger (1991-92, 1993-94, 1999-00, 2002-03, 2003-04 och 2004-05). De nåde även semifinal i CEV Top Teams Cup fyra gånger. Av sponsorsskäl hade klubben från 1998 och framåt flera olika sponsorer i sitt namn (1998-2002 Isola, 2002-2005 Eburon, 2005-? Euphony) 
Ladies Volley Limburg As-Tongeren bildades 2019 genom en sammanslagning av klubbens elitlag med Jaraco As. Klubbens övriga lag spelar fortfarande kvar i klubben.